# BM Duna Palota
A BM Duna Palota (más néven Duna Palota egy reprezentatív rendezvényközpont Budapest Belvárosában. Budapest V. kerületében, a Zrínyi utca 5. sz. alatt található.

## Épülete
Az épület 1894 és 1897 között épült Freund Vilmos építész tervei alapján, Márkus Géza, Mészáros és Gerstenberger építőmesterek közreműködésével, neobarokk stílusban. Mai formáját 1941-ben kapta. 1945-ig a Lipótvárosi Kaszinó székháza volt. A kaszinóban rendszeresen rendeztek jótékonysági estet és támogatták a fiatal művészeket. A fellépő művészek között szerepelt például Mark Twain és Antonín Dvořák. A minisztérium 1951 óta kulturális célokra használja. A színházterem freskóit Márk Lajos festette. Itt működik a Duna Szimfonikus Zenekar és a Duna Művészegyüttes. A 292 férőhelyes színháztermen, a 88 férőhelyes kamaratermen és a 250–400 fős éttermen kívül magában foglalja a konferenciák és fogadások megtartására alkalmas Széchenyi-termet, Barna-szalont és Fehér-termet. Az épületben ülésezik az Országos Választási Iroda.